# Shume Hailu
Pour les articles homonymes, voir Hailu.
Shume Hailu, né le 27 octobre 1987, est un athlète éthiopien, spécialiste des courses de fond. 

## Biographie
En mars 2014, il remporte, sous la pluie, le Marathon de Rome dans le temps de 2 h 9 min 47 s.

### Records
| Épreuve  | Performance   | Lieu   | Date             |
| -------- | ------------- | ------ | ---------------- |
| Marathon | 2 h 9 min 6 s | Cannes | 20 novembre 2011 |